# Levelland
Levelland ist die Bezirkshauptstadt und Sitz der Countyverwaltung (County Seat) des Hockley County im US-Bundesstaat Texas in den Vereinigten Staaten. Das U.S. Census Bureau hat bei der Volkszählung 2020 eine Einwohnerzahl von 12.652 ermittelt.

## Geographie
Die Stadt liegt am U.S. Highway 385 und dem Highway 140 im Nordwesten von Texas, im südwestlichen Teil des Texas Panhandle, ist im Westen etwa 63 Kilometer von New Mexico entfernt und hat eine Gesamtfläche von 25,7 km².

## Demografische Daten
Nach der Volkszählung im Jahr 2000 lebten hier 12.866 Menschen in 4.574 Haushalten und 3.361 Familien. Die Bevölkerungsdichte betrug 500,8 Einwohner pro km². Ethnisch betrachtet setzte sich die Bevölkerung zusammen aus 70,34 % weißer Bevölkerung, 5,36 % Afroamerikanern, 0,95 % amerikanischen Ureinwohnern, 0,18 % Asiaten, 0,05 % Bewohnern aus dem pazifischen Inselraum und 20,92 % aus anderen ethnischen Gruppen. Etwa 2,21 % waren gemischter Abstammung und 39,21 % der Bevölkerung waren spanischer oder lateinamerikanischer Abstammung.
Von den 4.574 Haushalten hatten 36,2 % Kinder unter 18 Jahre, die im Haushalt lebten. 55,9 % davon waren verheiratete, zusammenlebende Paare. 13,2 % waren allein erziehende Mütter und 26,5 % waren keine Familien. 23,2 % aller Haushalte waren Singlehaushalte und in 11,6 % lebten Menschen, die 65 Jahre oder älter waren. Die Durchschnittshaushaltsgröße betrug 2,68 und die durchschnittliche Größe einer Familie belief sich auf 3,17 Personen.
27,6 % der Bevölkerung waren unter 18 Jahre alt, 14,0 % von 18 bis 24, 24,6 % von 25 bis 44, 19,8 % von 45 bis 64, und 13,9 % die 65 Jahre oder älter waren. Das Durchschnittsalter war 33 Jahre. Auf 100 weibliche Personen aller Altersgruppen kamen 93,0 männliche Personen. Auf 100 Frauen im Alter von 18 Jahren und darüber kamen 88,0 Männer.

Das jährliche Durchschnittseinkommen eines Haushalts betrug 28.820 USD, das Durchschnittseinkommen einer Familie 32.408 USD. Männer hatten ein Durchschnittseinkommen von 29.800 USD gegenüber den Frauen mit 20.042 USD. Das Pro-Kopf-Einkommen betrug 14.296 USD. 20,2 % der Bevölkerung und 15,7 % der Familien lebten unterhalb der Armutsgrenze. Davon waren 25,8 % Kinder und Jugendliche unter 18 Jahren, und 13,2 % waren 65 oder älter.

## Söhne der Stadt
- David J. Schmidly (* 1943), Mammaloge
- Ronny Jackson (* 1967), Leibarzt des Präsidenten